# Hrabstwo Converse
Hrabstwo Converse (ang. Converse County) – hrabstwo w stanie Wyoming w Stanach Zjednoczonych. Obszar całkowity hrabstwa obejmuje powierzchnię 4265,10 mil² (11 046,56 km²). Według szacunków United States Census Bureau w roku 2009 miało 13 578 mieszkańców. Jego siedzibą administracyjną jest Douglas.
Hrabstwo powstało w 1888 roku. Jego nazwa pochodzi od nazwiska A. R. Converse'a – szejeńskiego bankiera.

## Miasta
- Douglas
- Glenrock
- Lost Springs
- Rolling Hills

## CDP
- Esterbrook
- Orin